# Der Opritschnik
Der Opritschnik (russisch: Опричник, Opritschnik)  oder Der Leibwächter ist eine Oper in vier Akten und fünf Bildern von Pjotr Tschaikowski mit einem eigenen Libretto nach der Tragödie Opritschniki (russisch: Опричники) von Iwan Laschetschnikow. Tschaikowski arbeitete von Februar 1870 bis 1872 an der Oper und führte sie am 24. April 1874 zum ersten Mal im Mariinski-Theater in Sankt Petersburg auf.

## Inhalt
Die Oper spielt in Russland zur Zeit der gefürchteten Opritschnina (1565–1573) während der Herrschaft von Iwan dem Schrecklichen.

### Erster Akt
Garten bei Fürst Schemtschuschnys Haus
Es ist Abend. Der Fürst möchte seine schöne Tochter Natalija mit Moltschan Mitkow verheiraten, doch diese bedauert ihr Schicksal und klagt es ihren Dienstmädchen und ihrer alten Krankenschwester Sacharjewna. Sie liebt eigentlich nur Andrei Morosow, der auch in diesem Moment mit seinem Freund Basmanow und einer Gruppe von Opritschniks auftaucht. Auf Basmanows Rat hin hat Andrei beschlossen, sich (wie Basmanow) den Opritschniks anzuschließen, um sich an dem Fürsten zu rächen, der ihn und seine Mutter ausgeraubt und vertrieben hat. Als sie gegangen sind, trauert Natalija um ihn und lässt sich nicht einmal vom Tanz ihrer Mägde trösten.

### Zweiter Akt
Bauernhaus
Die Bojarin Morosowa, Andreis Mutter, beklagt ihr Unglück und ihre Sorgen, dass ihr Sohn Andrei mit den Opritschniks in Verbindung steht. Andrei tritt auf und möchte ihr von seinem Freund Basmanow und den Opritschniks erzählen, doch sie möchte nichts davon wissen, und deren Hilfe nicht annehmen.
Hauptquartier des Zaren in Alexandrowskoje
In Alexandrowskoje legt Andrei dem Zaren einen feierlichen Treueid ab und muss auf alle früheren Verbindungen zu seinen Verwandten, seiner Mutter und seiner geliebten Natalija verzichten. Fürst Wjasminski, ein alter Feind von Andreis Familie, vertraut dem neuen Rekruten nicht, aber unter dem Druck von Basmanow willigt er ein, Andrei als neuen Opritschnik zu akzeptieren.

### Dritter Akt
Ein Platz in Moskau
Natalija, die vor ihrem verhassten Verlobten aus dem Haus ihres Vaters geflohen ist, bittet die Bojarin Morosowa um Schutz. Die alte Frau weigert sich allerdings anfangs ihr zu helfen. Da kommt Natalijas Vater, der seine geflohene Tochter gefunden hat, und möchte sie dafür bestrafen. Die von Andrei und Basmanow angeführten Opritschniks kommen gerade rechtzeitig zur Rettung und beschützen Natalija. Als Andreis Mutter erfährt, dass ihr Sohn nun doch ein Opritschnik geworden ist, verflucht sie ihn. Geschockt beschließt Andrei, den Zaren zu bitten, ihn von seinem Eid zu erlösen. Basmanow redet ihm Mut zu und meint, er könnte den Zaren davon überzeugen.

### Vierter Akt
Hauptquartier des Zaren in Alexandrowskoje
In Alexandrowskoje wird die Hochzeit von Andrei und Natalja gefeiert. Um Mitternacht soll Andrei von seinem Eid erlöst werden. Bis dahin ist er allerdings noch an diesen gebunden. Doch eine Stunde davor unterbricht Fürst Wjasminski die Feierlichkeiten mit Nachricht, dass der Zar nach Natalja geschickt hat. Vergebens versucht Basmanow, Andrei zu erklären, dass dies nur ein Test seiner Loyalität ist, doch Andrei weigert sich, den Befehl des Zaren auszuführen und bricht somit seinen Eid. Natalija wird entführt und zum Zaren verschleppt, Andrei wird verhaftet. Der triumphierende Fürst Wjasminski ruft Andreis Mutter zum Fenster, um die Hinrichtung ihres Sohnes anzusehen. Als sie sieht, wie ihr Sohn hingerichtet wird, fällt sie tot zu Boden. Der düstere und feierliche Chor der Opritschniks lobt den schrecklichen Zaren.

## Orchester
Die Orchesterbesetzung der Oper enthält die folgenden Instrumente:
- Holzbläser: Piccoloflöte, zwei Flöten, zwei Oboen, zwei Klarinetten in A und B, zwei Fagotte
- Blechbläser: vier Hörner in F, zwei Trompeten in C und D, drei Posaunen, Tuba
- drei Pauken, Schlagzeug: Triangel, Becken, große Trommel
- Harfe
- Streicher: Violinen 1, Violinen 2, Bratschen, Violoncelli, Kontrabässe

## Werkgeschichte

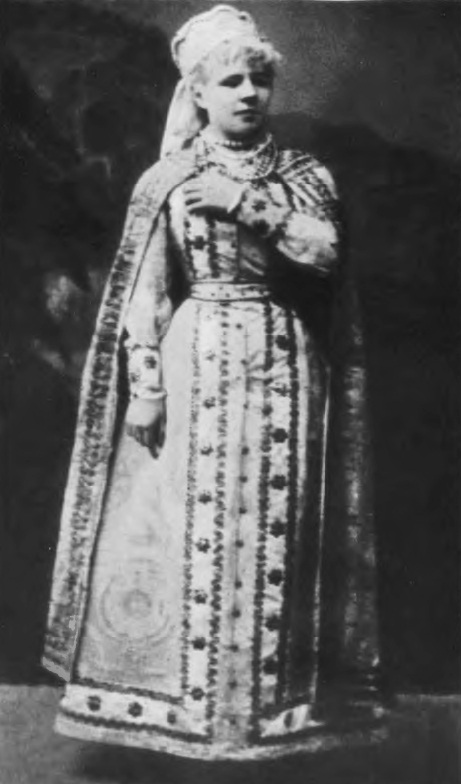
Emilija Pawlowskaja als Natalija am Mariinski-Theater, 1879

Das Libretto wurde von Tschaikowski geschrieben. Als Vorbild diente das Stück Opritschniki (Russisch: Опричники) von Iwan Laschetschnikow (1792–1869). Iwan Laschetschnikows Tragödie ist in 5 Akten und 11 Szenen unterteilt. In seinem Libretto änderte Tschaikowski die Struktur der Tragödie. Der erste Hinweis auf seine Absicht, eine Oper „über ein Thema nach der Tragödie von Iwan Laschetschnikow ‚Die Opritschniks‘“ zu schreiben, findet sich in einem Brief des Komponisten an Alexandra Dawydowa vom 17. Februar 1870. Laschetschnikows Tragödie wurde am 18. Oktober 1867 zum ersten Mal auf der Bühne des Bolschoi-Theaters in Sankt Petersburg präsentiert und in  dieser Spielzeit fünfzehn Mal aufgeführt. 1869/70 wurde das Stück erneut aufgenommen. Sehr wahrscheinlich sah sich Tschaikowski die Tragödie an und wurde dadurch zu einer Oper über dasselbe Thema inspiriert.
Für das erste Bild des ersten Akts verwendete der Komponist fast das gesamte Libretto der ersten Szene seiner Oper Der Wojewode (Воевода) (1867/68). Den Text der Arie für Fürst Wjasminski (zweiter Akt, Nr. 9a) verfasste Grigorij Lischin 1878.
Bei der Uraufführung 1874 sangen Wladimir Wassiljew (Fürst Schemtschuschny), Wilhelmina Raab (Natalija), V. F. Sobolew (Moltschan Mitkow), Alexandra Krutikowa (Bojaryna Morosowa), Dmitri Orlow (Andrei Morosow), W. M. Wassiljew (Basmanow), Iwan Melnikow (Fürst Wjasminski), Olga Schröder (Sacharjewna).